# Ermida (Castro Daire)
Ermida é uma povoação portuguesa do Município de Castro Daire, no Distrito de Viseu, que foi sede da extinta Freguesia de Ermida, freguesia que tinha 9,24 km² de área e 257 habitantes (2011), e, por isso, uma densidade populacional de 27,8 hab./km².
A Freguesia da Ermida foi extinta em 2013, no âmbito de uma reforma administrativa nacional, tendo sido agregada à Freguesia de Picão para formar uma nova freguesia denominada União das Freguesias de Picão e Ermida, territorialmente contínua, com a sede em Picão.
A Freguesia da Ermida era uma das poucas freguesias portuguesas territorialmente descontínuas, tendo a adicional raridade de ser constituída por três partes: um núcleo menor (1/5 do território total da antiga freguesia), onde se situava, entre outras aldeias, precisamente a sede da antiga freguesia; um núcleo a norte deste (aproximadamente 1/3 da área da antiga freguesia), onde se situa a aldeia de Carvalhosa; e um núcleo maior (metade do território da antiga freguesia) a nordeste da sede, onde se situam as aldeias de Codeçais e Vilar. O território situado entre as três partes da antiga freguesia de Ermida constituía a também extinta freguesia de Picão.

## População
| População da freguesia de Ermida | População da freguesia de Ermida | População da freguesia de Ermida | População da freguesia de Ermida | População da freguesia de Ermida | População da freguesia de Ermida | População da freguesia de Ermida | População da freguesia de Ermida | População da freguesia de Ermida | População da freguesia de Ermida | População da freguesia de Ermida | População da freguesia de Ermida | População da freguesia de Ermida | População da freguesia de Ermida | População da freguesia de Ermida |
| -------------------------------- | -------------------------------- | -------------------------------- | -------------------------------- | -------------------------------- | -------------------------------- | -------------------------------- | -------------------------------- | -------------------------------- | -------------------------------- | -------------------------------- | -------------------------------- | -------------------------------- | -------------------------------- | -------------------------------- |
| 1864                             | 1878                             | 1890                             | 1900                             | 1911                             | 1920                             | 1930                             | 1940                             | 1950                             | 1960                             | 1970                             | 1981                             | 1991                             | 2001                             | 2011                             |
| 601                              | 583                              | 627                              | 638                              | 689                              | 644                              | 702                              | 762                              | 835                              | 737                              | 576                              | 476                              | 374                              | 297                              | 257                              |

| Distribuição da População por Grupos Etários | Distribuição da População por Grupos Etários | Distribuição da População por Grupos Etários | Distribuição da População por Grupos Etários | Distribuição da População por Grupos Etários | Distribuição da População por Grupos Etários | Distribuição da População por Grupos Etários | Distribuição da População por Grupos Etários | Distribuição da População por Grupos Etários | Distribuição da População por Grupos Etários |
| -------------------------------------------- | -------------------------------------------- | -------------------------------------------- | -------------------------------------------- | -------------------------------------------- | -------------------------------------------- | -------------------------------------------- | -------------------------------------------- | -------------------------------------------- | -------------------------------------------- |
| Ano                                          | 0-14 Anos                                    | 15-24 Anos                                   | 25-64 Anos                                   | > 65 Anos                                    |                                              | 0-14 Anos                                    | 15-24 Anos                                   | 25-64 Anos                                   | > 65 Anos                                    |
| 2001                                         | 34                                           | 28                                           | 134                                          | 101                                          |                                              | 11,4%                                        | 9,4%                                         | 45,1%                                        | 34,0%                                        |
| 2011                                         | 23                                           | 24                                           | 93                                           | 117                                          |                                              | 8,9%                                         | 9,3%                                         | 36,2%                                        | 45,5%                                        |

Média do País no censo de 2001:  0/14 Anos-16,0%; 15/24 Anos-14,3%; 25/64 Anos-53,4%; 65 e mais Anos-16,4%
Média do País no censo de 2011:   0/14 Anos-14,9%; 15/24 Anos-10,9%; 25/64 Anos-55,2%; 65 e mais Anos-19,0%

## História
Até ao início do século XIX constituiu o couto de Ermida do Paiva. Foi sede de concelho extinto em 1852.

Antigas freguesias que deram origem à União das Freguesias de Picão e Ermida (Castro Daire).

## Património
- Igreja de Nossa Senhora da Conceição
- Capela de Stª Catarina